# Internet History Sourcebooks Project
Das Internet History Sourcebooks Project ist ein Projekt des „Center for Medieval Studies“  der Fordham University und Teil der Online Reference Book for Medieval Studies (ORB). Es handelt sich dabei um eine Website mit modernen, mittelalterlichen und antiken Quellen, Dokumenten, Karten, Sekundärliteratur, Bibliographien, Bildern und Musik. Herausgeber ist Paul Halsall.

## Internet Medieval Sourcebook
Das Internet Medieval Sourcebook oder IMS ist eine Website mit mittelalterlichen Quellen. Da die meisten Übersetzungen unter Copyright stehen, handelt es sich bei den Dokumenten auf IMS um ältere Versionen aus dem 19. und frühen 20. Jahrhundert, deren Urheberrechte abgelaufen sind. IMS verfügt aber auch über einen Bereich "recently translated texts", in dem die Texte für IMS übersetzt wurden. IMS gibt an, mehr frisch übersetzte Texte zu enthalten, als jede erhältliche veröffentlichte Sammlung mittelalterlicher Quellen ("contains more newly-translated texts than any available published collection of medieval sources.")

## Weitere Quellensammlungen
Zusätzlich zu den drei Hauptsammlungen von mittelalterlichen, antiken und modernen Quellen enthält das IHSP weitere Sammlungen zu den Themen Byzantinistik, afrikanische Geschichte, ostasiatische Geschichte, Weltgeschichte, indische Geschichte, islamische Geschichte, jüdische Geschichte, LGBT-Geschichte, Wissenschaftsgeschichte und Frauengeschichte.